# A to XYZ/スロウビート
「A to XYZ/スロウビート」（エー・トゥー・エックスワイズィー/スロウビート）は、古内東子がKREVAとコラボレーションした通算26枚目且つ両A面のシングル。古内東子×KREVA名義で2009年10月14日にtearbridge recordsからリリース。

## 解説
前作から約4年ぶり、tearbridge records移籍第一弾。初回限定盤は「スロウビート」のミュージック・ビデオ収録DVDが付属。

## 収録曲
作詞・作曲：古内東子×KREVA
1. A to XYZ
編曲：KREVA
2. スロウビート
編曲：河野伸
フジテレビ系「ウチくる!?」エンディングテーマ
ユナイテッド・シネマ10th Anniversary 2009秋のレイトショー・キャンペーンソング
3. A to XYZ （Instrumental)
4. スロウビート （Instrumental)